# Letališče Paraćin
Letališče Paraćin (srbska latinica Aerodrom Paraćin) je letališče v Srbiji, ki primarno oskrbuje Paraćin.